# Rhodanie
Ne doit pas être confondu avec République rhodanienne.

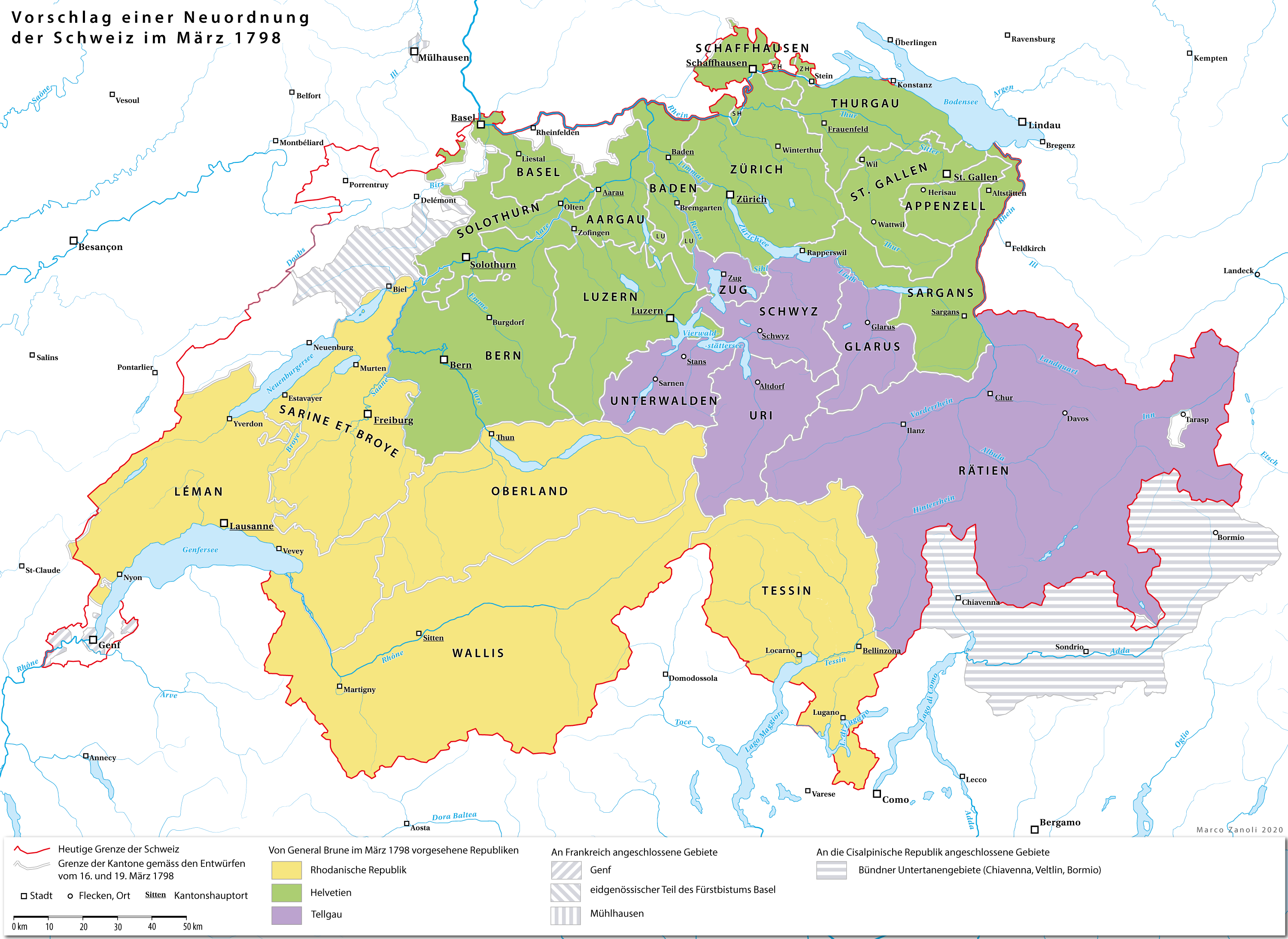
Carte de la partition de la Suisse en trois républiques : la Rhodanie est en beige.

La Rhodanie, ou République rhodanique, est l'une des trois républiques, avec la Tellgovie et l'Helvétique, qui devaient découper l'ancienne Confédération en 1798. 
Imaginée par le Directoire français, elle avait le soutien de Félix Desportes, résident français à Genève.
Elle était censée réunir le Pays de Vaud, le canton de Fribourg, le Valais, l'Oberland bernois et le Tessin. Elle aurait été divisée en cinq cantons : Léman, Sarine et Broye, Oberland, Valais, Tessin, et aurait eu pour capitale Lausanne.
Cette partition, décidée en mars 1798 par le général Brune, commandant des troupes françaises en Suisse, provoqua un tollé général. A Paris, Frédéric-César de La Harpe intervint énergiquement auprès du Directoire, abandonna le projet le 15 mars déjà pour revenir à la constitution de la République helvétique une et indivisible, adoptée le 28 mars 1798.

## Déclaration du général Brune du 26 ventôse an VI
Selon le Moniteur (tome 29, p. 217) :
Le général Brune, commandant en chef l'armée française en Helvétie.
Au quartier-général de Berne, le 26 ventôse an 6 de la République, une et indivisible.
Un grand nombre de citoyens de divers cantons de l'Helvétie, m'ayant témoigné le désir de voir se former une République une et indivisible, démocratique et représentative, dont le territoire serait composé du pays de Vaud et des quatre Mandements ; du Haut et Bas-Valais ; des bailliages italiens ; de l'Oberland et du Gessenay ; du canton de Fribourg et des pays de Morat et de Nidau, j'ai pris en considération les motifs de leur vœu, et j'ai reconnu que ce vœu est conforme aux principes de la liberté, comme aux besoins des localités diverses, et qu'une République composée de tous les territoires désignés, pourrait se gouverner librement d'après ses propres lois, et jouir facilement des avantages d'une alliance avec la République française. En conséquence il est réglé ce qui suit :
ARTICLE PREMIER. — Les représentants du Haut et Bas-Valais, des bailliages italiens, de l'Oberland et du Gessenay, du canton de Fribourg et des pays de Morat et de Nidau, se réuniront sans délai dans la ville de Lausanne, aux représentants du pays de Vaud, afin de concourir par la législation au gouvernement de la République rhodanique. Les pays en retard pour la nomination des électeurs ou des représentants, y procéderont sans délai, dans les formes qui ont eu lieu pour le pays de Vaud.
ART. II. — Il y a dans la Rhodanie cinq cantons : — 1° Le Léman, ci-devant pays de Vaud, et les quatre Mandements ; chef-lieu, Lausanne. — 2° Sarine et Broyé, ci-devant canton de Fribourg et pays de Morat et de Nidau ; chef-lieu, provisoirement, Payerne. — 3° L'Oberland ; chef-lieu, Thun. — 4° Le Valais ; chef-lieu, Sion. — 5° Le Tésin, ci-devant bailliages italiens ; chef-lieu, Locarno.
ART. III. — Il y a un corps législatif de soixante-douze députés, divisés en deux conseils, le sénat de vingt-quatre membres, et le grand-conseil de quarante-huit. Le Léman nommera dix-huit députés ; Sarine et Broyé dix-huit ; l'Oberland douze ; le Valais douze, et le Tésin douze.
ART. IV. — Il y a un Directoire exécutif, composé de cinq membres.
ART. V. — Le corps législatif et le Directoire résideront à Lausanne. Ils pourront dans six mois fixer définitivement le lieu de leur résidence.
ART. VI. — Le corps législatif sera rassemblé le 5 germinal (25 mars) prochain. Il pourra tenir séance dès qu'il y aura vingt-cinq membres au grand-conseil et treize au sénat. Chaque conseil sera renouvelé par moitié tous les deux ans ; savoir, le grand-conseil chaque année paire, et le sénat chaque année impaire.
ART. VII. — Le Directoire sera en activité le 10 germinal (30 mars) prochain. La condition d'être marié ou veuf pour être membre, n'est pas nécessaire.
ART. VIII. — Il y aura dans chaque ville ou commune principale, une municipalité, dont le sous-préfet sera président. Les municipalités veilleront à la conservation des biens communaux.
ART. IX. — Les indemnités des autorités constituées seront supportées par le trésor public, comme dépenses générales.
ART. X. — Le projet de constitution adopté dans le canton de Léman, ci-devant pays de Vaud, sera suivi en tout ce qui n'est pas contraire aux présentes dispositions. Néanmoins, le pouvoir d'appréhension donné aux préfets nationaux, sera réglé et limité incessamment par le corps législatif.
ART. XI. — Le corps législatif placera dans la procédure criminelle l'institution des jurés. Il pourra dans deux ans réviser la constitution, à la charge d'en soumettre les changements a la sanction des assemblées primaires.
Les coutumes et les usages favorables aux mœurs et à la liberté, les opinions et cultes religieux seront respectés. Le corps législatif donnera l'exemple de ce respect.
Signé, BRUNE.

## Source
- Étienne Hofmann, « République rhodanique » dans le Dictionnaire historique de la Suisse en ligne, version du 17 août 2009.